# NGC 3798
NGC 3798 (również PGC 36199 lub UGC 6632) – galaktyka soczewkowata (SB0), znajdująca się w gwiazdozbiorze Lwa. Odkrył ją William Herschel 6 kwietnia 1785 roku. Należy do galaktyk Seyferta.